# John Mellencamp

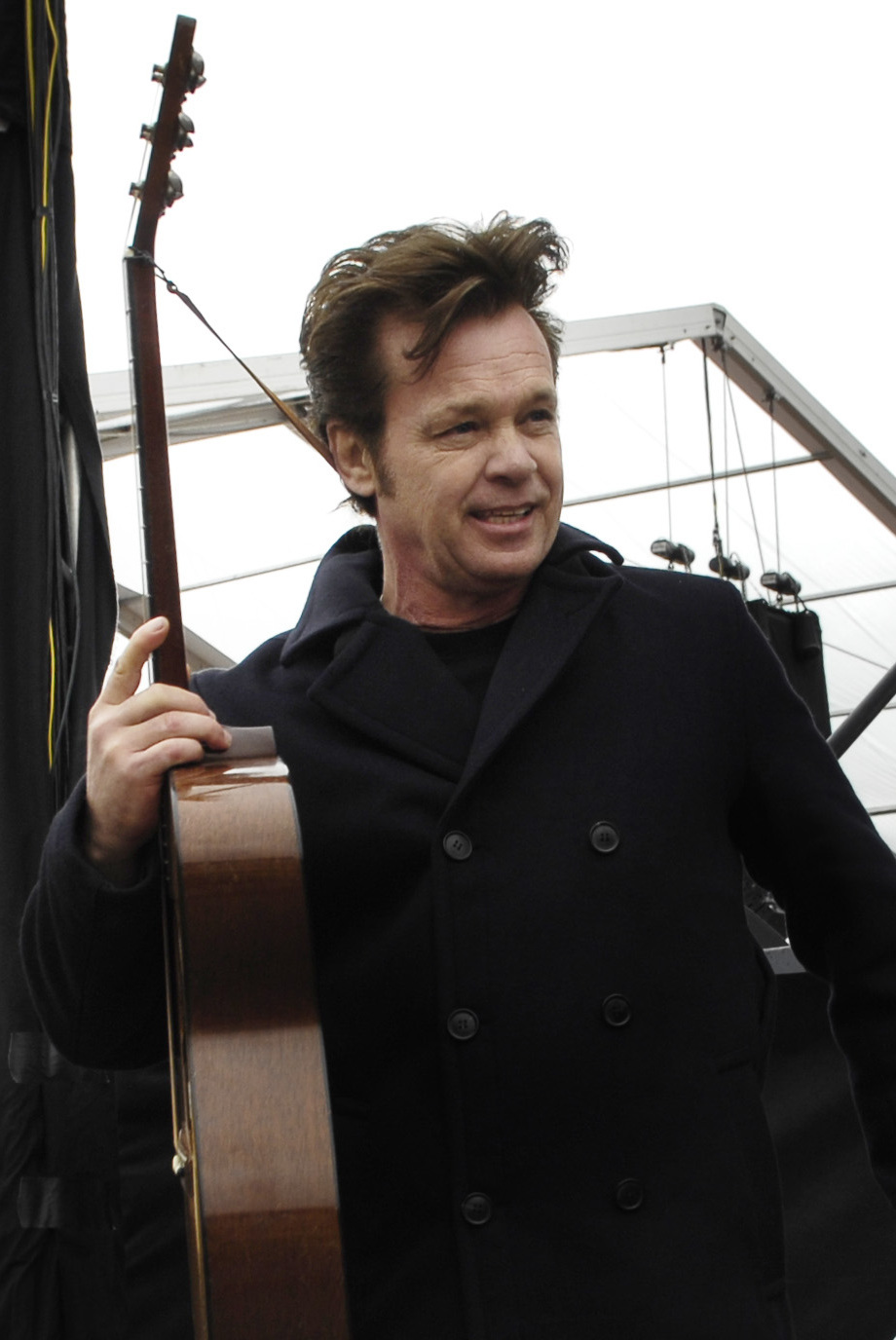
John Mellencamp (2007)

John Mellencamp (auch als Johnny Cougar, John Cougar oder John Cougar Mellencamp bekannt; * 7. Oktober 1951 in Seymour, Indiana) ist ein US-amerikanischer Rock- und Folksänger. In Deutschland hatte er Mitte der 1980er Jahre mit Hits wie Hurts So Good und Jack & Diane einige Erfolge. Während diese Entwicklung in Europa nahezu unbeachtet blieb, hat Mellencamp in den USA nach wie vor regelmäßig Top-20-Hits.

## Leben

### Anfangszeit
Mellencamp hatte eine schwierige Kindheit und Jugend, während der er auch mehrfach mit dem Gesetz in Konflikt kam. Mit 19 Jahren wurde er zum ersten Mal Vater. Als seine Tochter Michelle mit 18 Jahren Nachwuchs bekam, wurde er mit 37 zum ersten Mal Großvater. Letzteres begünstigte später seine Wahl zum „sexiest grandfather alive“ in einem Frauenmagazin. Als Mellencamp mit 24 Jahren arbeitslos wurde, ging er nach New York, um Musiker zu werden. Er wurde von Tony DeFries, dem damaligen Agenten David Bowies, entdeckt, der ihm einen Vertrag mit MCA Records verschaffte.
1976 erschien sein erstes Album Chestnut Street Incident, das etwa zur Hälfte aus Coversongs bestand. Bei der Veröffentlichung kam es zu ersten Spannungen zwischen Mellencamp und DeFries, da DeFries Mellencamp ohne dessen Wissen in Johnny Cougar umbenannt hatte. Weil das Album floppte, veröffentlichte die MCA ein zweites, bereits fertig eingespieltes Album, The Kid Inside, zunächst nicht. Erst 1982, als Mellencamp mit Jack & Diane plötzlich einen Nummer-eins-Hit landete, erschien das Album doch noch. 1977/1978 zog Mellencamp für einige Monate nach England. Dort entstand die LP A Biography, die 1978 auf dem Riva-Label erschien, jedoch nur in England, Australien und Deutschland. In den USA blieb das Album bis zu einer CD-Neuauflage 2005 unveröffentlicht.

### Erste Hits
Mit neuem Manager und neuer Plattenfirma erschien 1979 John Cougar, das ihm mit dem Song I Need a Lover einen ersten, kleineren Erfolg brachte. 1980 folgte Nothin' Matters and What If It Did, doch erst 1982 gelang ihm mit dem Album American Fool der Durchbruch. Die Singles Jack & Diane und das provokante, mit SM-Andeutungen gespickte Hurts So Good machten ihn in den USA über Nacht zum Star. 1983 veröffentlichte er unter dem Namen John Cougar Mellencamp Uh-Huh, ein weiteres Rockalbum mit seinem größten Hit Pink Houses. Ab 1985 begann er mit Scarecrow, sich schrittweise zum Folkmusiker zu entwickeln, der die Probleme der amerikanischen Land- und Kleinstadtbevölkerung thematisiert. Zusammen mit Willie Nelson organisierte er Farm Aid, eine seither jährlich stattfindende Benefizveranstaltung für die amerikanischen Farmer. Bis dahin als Easy-Listening-(Unterhaltungsmusik)-Rocker eingeordnet, wurde er nun zum ernsthaften Musiker. Der Kettenraucher sorgte zudem für Aufsehen, als er es strikt ablehnte, seine Tourneen von Alkohol- und Tabakfirmen finanzieren zu lassen.

### Hinwendung zum Folk
Auf The Lonesome Jubilee entfernte sich Mellencamp 1987 erstmals von der klassischen Rock-Instrumentierung und führte akustische Instrumente wie Geige und Akkordeon in seine Musik ein. So kreierte er einen eigenen Sound, der Musiker wie Garth Brooks, Sheryl Crow und letztlich auch Bruce Springsteen auf dessen 2002 erschienenem Comebackalbum The Rising stark beeinflussen sollte. 1989 entwickelte Mellencamp diesen Stil mit dem Album Big Daddy weiter, bevor er 1991 mit Whenever We Wanted noch einmal zum reinen Gitarren-Rock zurückkehrte. Nicht alle Fans nahmen 1993 den melancholischen, bedrückenden Sound auf Human Wheels an. Dennoch landete Mellencamp 1994 auch in Europa noch mal einen Hit, diesmal mit einer Coverversion von Van Morrisons Wild Night. 
Ein Herzinfarkt im August 1994 schränkte seine Karriere ein. So tritt er seitdem kaum noch außerhalb der USA auf und verkürzte seine Konzerte von drei Stunden auf knapp 90 Minuten.

### Nach dem Infarkt
Mellencamp wurde auf ärztlichen Rat Vegetarier. Gesundheitlich halbwegs wieder erholt, nahm er 1996 Mr. Happy Go Lucky (auf Deutsch etwa: „Herr Sorglos“) auf, sein letztes Album für Mercury Records mit vollständig neuem Material. Musikalisch kehrte er in seine experimentelle Phase von Human Wheels zurück und arbeitete vereinzelt auch erstmals mit modernen Hip-Hop-Elementen. Da er vertraglich noch für zwei Alben an Mercury gebunden war, gab er die Zustimmung zu einem Best-of-Album und nahm ein weiteres Album mit hauptsächlich akustischen Neuinterpretationen einiger seiner Hits auf, das Mercury jedoch erst zeitverzögert 1999 veröffentlichte.
1998 erschien sein erstes Album für Columbia mit dem Titel John Mellencamp. Musikalisch kehrte er größtenteils zu dem Folksound zurück, mit dem er ab Mitte der 1980er große Erfolge gefeiert hatte. Gleichzeitig führte er bei einigen Liedern auch seine Experimente mit Hip-Hop-Rhythmen weiter. Auf dem Album Cuttin' Heads (2001) unterstützt Chuck D von der Rap-Legende Public Enemy im Titelsong Mellencamp, davon abgesehen dominiert der von der Violine getragene Folksound. Die Single Peaceful World, eigentlich ein Lied über Rassismus in Amerika, wurde nach den Anschlägen vom 11. September als Seelentröster neu interpretiert.

### Folk-Roots, Boykott und Politik
2003 ging Mellencamp weiter als bisher zu den Wurzeln zurück. Auf Trouble No More interpretierte er amerikanische Folklore-Lieder, von der Folklegende Woody Guthrie bis zum Blues von Robert Johnson und Son House. In konservativen Teilen Amerikas wurde dieses Album boykottiert, weil Mellencamp den traditionellen Folksong From Baltimore to Washington unter dem Titel To Washington mit einem neuen Text aufnahm, der sich kritisch mit der Amtszeit George W. Bushs auseinandersetzte. Die traditionellen Country- und Folksender im Mittleren Westen weigerten sich daraufhin, Lieder des Albums zu spielen. Trotzdem erreichte es Platz 1 der Blues-Charts.
2004 setzte er sich in der Vote for Change Tour für die Wahl John Kerrys ein. Im selben Jahr erschien Words & Music: John Mellencamp’s Greatest Hits, ein weiteres Best-of-Album. Neben den größten Hits wie Hurts So Good, Jack & Diane, Human Wheels und Wild Night enthält die Doppel-CD zwei neue Lieder, Walk Tall und Thank You. 2005 tourte er zusammen mit Rockmusiker John Fogerty. Sämtliche Alben aus seiner Zeit bei Mercury Records wurden in diesem Jahr in den USA mit remastertem Sound und jeweils einem seltenen Bonusstück wiederveröffentlicht.

### Freedom’s Road

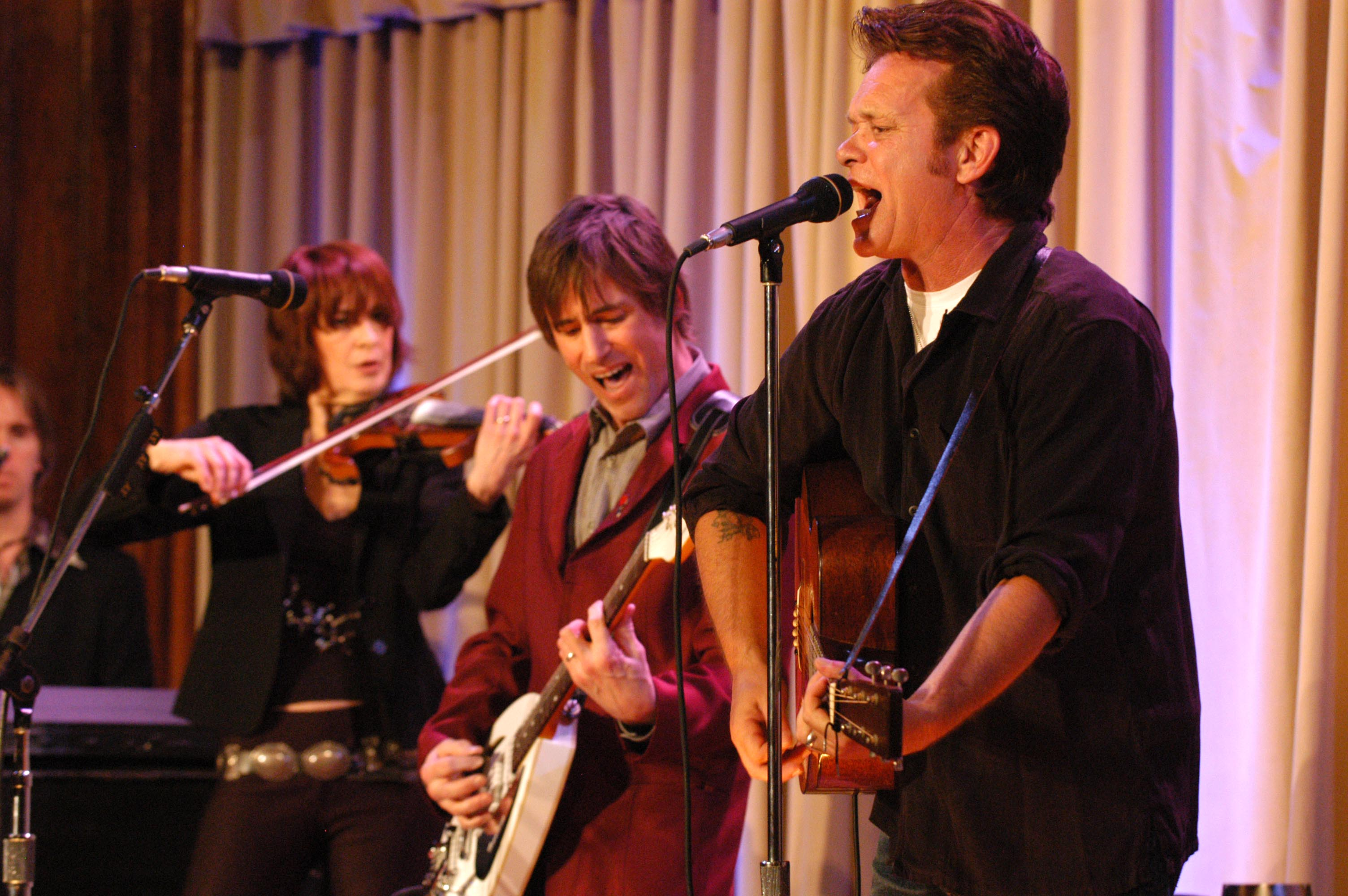
John Mellencamp singt im Walter Reed Army Medical Center (2007)

Im Januar 2007 erschien Freedom’s Road. Es war nach fünf Jahren John Mellencamps erstes Album ausschließlich mit Neukompositionen. Für die Vermarktung des Albums betrat Mellencamp Neuland, indem er die erste Single Our Country einem amerikanischen Automobilhersteller anbot, der es in einem Werbespot für einen neuen Truck verwendete. Mellencamp begründete diesen Schritt damit, dass die großen Musiksender seine Videos kaum noch spielten und er neue Wege suchen müsse, neues Material zu promoten.
Das Album selbst kann als ein persönlicher Kommentar zur aktuellen politischen Lage der USA angesehen werden. Im typischen Stil des amerikanischen Protestsongs zeichnet Mellencamp ein düsteres Bild des heutigen Amerikas, beschwört aber gleichzeitig dessen Ideale. So erinnert die erste Single Our Country nicht zufällig an Woody Guthries This Land Is Your Land, und für Jim Crow holte er Joan Baez zu einem Duett ins Studio. Das letzte Stück Rodeo Clown, eine beißende Kritik an der Politik George Bushs, ist auf dem Album nicht gelistet und hinter dem letzten Track versteckt. Am 10. Februar 2007 stieg Freedom’s Road auf Platz 5 der Billboard-Albumcharts ein. Es war der höchste Charteinstieg in Mellencamps Karriere.
Anfang 2008 kündigte Mellencamp sein neues Album Life, Death, Love and Freedom an, in dem er erneut vor allem die sozialen Probleme Amerikas in den Vordergrund stellt. Die erste Single Jena, ein Lied über den Fall der so genannten Jena Six, provozierte eine wütende Erwiderung des Bürgermeisters der Stadt Jena (Louisiana). Das von T-Bone Burnett produzierte Album erschien Mitte Juli 2008. Zusätzlich zur Standard-CD enthält es auch eine DVD, auf der das komplette Album im neuartigen Soundstandard CODE enthalten ist. Dieser Standard soll auf herkömmlichen Wiedergabegeräten eine maximale Klangqualität ohne hörbare Unterschiede zum Originalmaster ermöglichen.

### No Better Than This
Das Album No Better Than This erschien am 17. August 2010. Mit dem Werk, welches von T-Bone Burnett produziert wurde, ist eine raue Mischung aus Blues, Country, Rockabilly und Western. Schwerpunktmäßig wende es sich dem Folk. Mellencamp selbst sagte zu dem Album, es sei „as American folk as I’ve ever been“. Das Album wurde komplett in Mono auf einem Tonbandgerät aus den 1950er Jahren mit einem einzigen Raummikrofon aufgenommen. Mellencamps nächstes Album Plain Spoken erschien 2014. Gemeinsam mit der Sängerin Carlene Carter veröffentlichte er schließlich 2017 sein nächstes Album Sad Clowns and Hillbillies.

### Musical

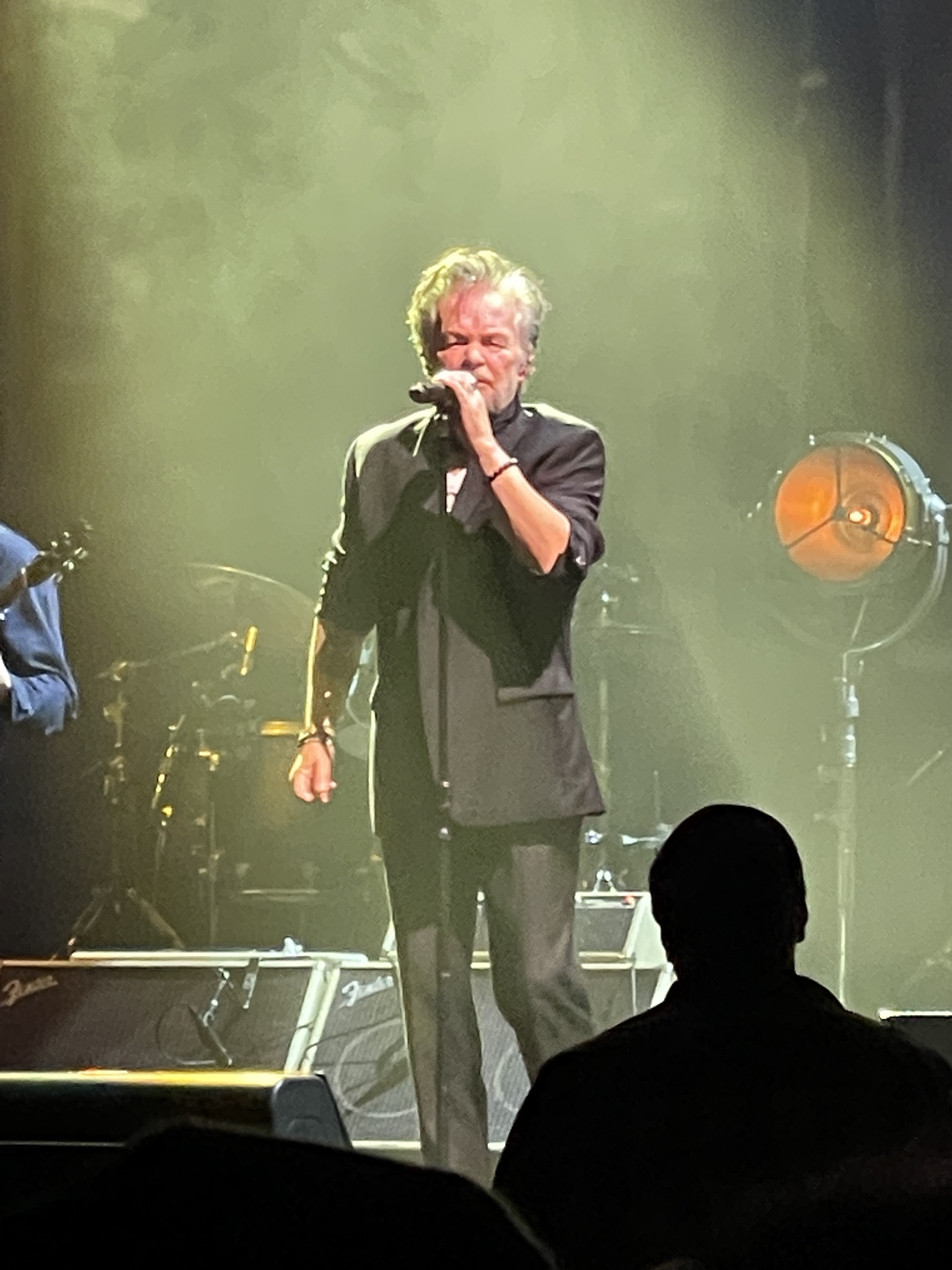
John Mellencamp im Golden Gate Theatre in San Francisco (2023)

John Mellencamp schrieb die Musik und die Liedtexte zum Musical Ghost Brothers of Darkland County, das 2012 im Alliance Theater in Atlanta uraufgeführt wurde. Die Geschichte zum Musical stammt von Stephen King.
Basierend auf seinem Hit Jack & Diane arbeitete Mellencamp an einem weiteren Musical, das zunächst unter dem gleichnamigen Titel, später als Small Town angekündigt wurde. Die Musik und Liedtexte stammen von Mellencamp, das Buch von Naomi Wallace. Das Musical sollte ursprünglich 2022 Premiere feiern, wurde aber bislang nicht uraufgeführt.

## Ehrung
Gemeinsam mit Leonard Cohen, The Dave Clark Five, The Ventures und Madonna wurde John Mellencamp am 10. März 2008 in die Rock and Roll Hall of Fame aufgenommen. Die Zeremonie fand im New Yorker Waldorf Astoria Hotel statt.

## Privates
Seit 2010 waren Schauspielerin Meg Ryan und Mellencamp immer mal wieder liiert, mehrmals trennte sich das Paar jedoch. Im November 2018 gab Meg Ryan ihre Verlobung mit Mellencamp bekannt. Im Jahr 2019 ging die Beziehung auseinander.

## Diskografie

### Studioalben
| Jahr | Titel Musiklabel                                           | Höchstplatzierung, Gesamtwochen, AuszeichnungChartplatzierungen (Jahr, Titel, Musiklabel, Platzierungen, Wochen, Auszeichnungen, Anmerkungen) | Höchstplatzierung, Gesamtwochen, AuszeichnungChartplatzierungen (Jahr, Titel, Musiklabel, Platzierungen, Wochen, Auszeichnungen, Anmerkungen) | Höchstplatzierung, Gesamtwochen, AuszeichnungChartplatzierungen (Jahr, Titel, Musiklabel, Platzierungen, Wochen, Auszeichnungen, Anmerkungen) | Höchstplatzierung, Gesamtwochen, AuszeichnungChartplatzierungen (Jahr, Titel, Musiklabel, Platzierungen, Wochen, Auszeichnungen, Anmerkungen) | Höchstplatzierung, Gesamtwochen, AuszeichnungChartplatzierungen (Jahr, Titel, Musiklabel, Platzierungen, Wochen, Auszeichnungen, Anmerkungen) | Anmerkungen                                                   |
| Jahr | Titel Musiklabel                                           | DE | AT | CH | UK | US | Anmerkungen                                                   |
| ---- | ---------------------------------------------------------- | --- | --- | --- | --- | --- | ------------------------------------------------------------- |
| 1979 | John Cougar Riva Records (Polygram)                        | — | — | — | — | US64 Gold · (29 Wo.)US | Erstveröffentlichung: 27. Juli 1979                           |
| 1980 | Nothin’ Matters and What If It Did Riva Records (Polygram) | — | — | — | — | US37 Platin · (55 Wo.)US | Erstveröffentlichung: 21. Juli 1980                           |
| 1982 | American Fool Riva Records (Polygram)                      | — | — | — | UK37 (6 Wo.)UK | US1 ×5Fünffachplatin · (106 Wo.)US | Erstveröffentlichung: 10. Juli 1982                           |
| 1983 | Uh-Huh Riva Records (Polygram)                             | — | — | — | UK92 (1 Wo.)UK | US9 ×3Dreifachplatin · (66 Wo.)US | Erstveröffentlichung: 8. November 1983                        |
| 1985 | Scarecrow Riva Records (Polygram)                          | — | — | — | — | US2 ×5Fünffachplatin · (75 Wo.)US | Erstveröffentlichung: 4. November 1985                        |
| 1987 | The Lonesome Jubilee Mercury Records (Polygram)            | DE41 (7 Wo.)DE | — | CH10 (8 Wo.)CH | UK31 (12 Wo.)UK | US6 ×3Dreifachplatin · (53 Wo.)US | Erstveröffentlichung: 24. August 1987                         |
| 1989 | Big Daddy Mercury Records (Polygram)                       | DE27 (17 Wo.)DE | — | CH11 (10 Wo.)CH | UK25 (4 Wo.)UK | US7 Platin · (23 Wo.)US | Erstveröffentlichung: 9. Mai 1989                             |
| 1991 | Whenever We Wanted Mercury Records (Polygram)              | DE44 (8 Wo.)DE | — | CH16 (5 Wo.)CH | UK39 (2 Wo.)UK | US17 Platin · (46 Wo.)US | Erstveröffentlichung: 8. Oktober 1991                         |
| 1993 | Human Wheels Mercury Records (Polygram)                    | DE48 (8 Wo.)DE | — | CH18 (6 Wo.)CH | UK37 (2 Wo.)UK | US7 Platin · (24 Wo.)US | Erstveröffentlichung: 7. September 1993                       |
| 1994 | Dance Naked Mercury Records (Polygram)                     | — | — | CH32 (4 Wo.)CH | — | US13 Platin · (30 Wo.)US | Erstveröffentlichung: 21. Juni 1994                           |
| 1996 | Mr. Happy Go Lucky Mercury Records (Polygram)              | DE53 (5 Wo.)DE | — | CH37 (5 Wo.)CH | UK82 (1 Wo.)UK | US9 Platin · (30 Wo.)US | Erstveröffentlichung: 10. September 1996                      |
| 1998 | John Mellencamp Columbia Records (Sony)                    | — | — | CH48 (1 Wo.)CH | — | US41 Gold · (20 Wo.)US | Erstveröffentlichung: 6. Oktober 1998                         |
| 1999 | Rough Harvest Mercury Records (UMG)                        | — | — | — | — | US99 (4 Wo.)US | Erstveröffentlichung: 17. August 1999                         |
| 2001 | Cuttin’ Heads Columbia Records (Sony)                      | DE99 (1 Wo.)DE | — | — | — | US15 Gold · (15 Wo.)US | Erstveröffentlichung: 16. Oktober 2001                        |
| 2003 | Trouble No More Columbia Records (Sony)                    | — | — | — | — | US31 (7 Wo.)US | Erstveröffentlichung: 3. Juni 2003                            |
| 2007 | Freedom’s Road Universal Republic (UMG)                    | — | — | — | — | US5 (9 Wo.)US | Erstveröffentlichung: 23. Januar 2007                         |
| 2008 | Life, Death, Love and Freedom Hear Music (UMG)             | — | — | — | — | US7 (8 Wo.)US | Erstveröffentlichung: 15. Juli 2008                           |
| 2010 | No Better Than This Rounder Records (Rounder)              | DE62 (1 Wo.)DE | — | CH83 (1 Wo.)CH | — | US10 (8 Wo.)US | Erstveröffentlichung: 17. August 2010                         |
| 2014 | Plain Spoken Republic Records (UMG)                        | DE84 (1 Wo.)DE | — | CH58 (1 Wo.)CH | — | US18 (4 Wo.)US | Erstveröffentlichung: 19. September 2014                      |
| 2017 | Sad Clowns and Hillbillies Republic Records (UMG)          | DE52 (1 Wo.)DE | AT69 (1 Wo.)AT | CH28 (2 Wo.)CH | UK78 (1 Wo.)UK | US11 (2 Wo.)US | Erstveröffentlichung: 28. April 2017 featuring Carlene Carter |
| 2018 | Other People’s Stuff Republic Records (UMG)                | — | — | CH70 (1 Wo.)CH | — | US7 (1 Wo.)US | Erstveröffentlichung: 7. Dezember 2018                        |
| 2022 | Strictly a One-Eyed Jack Republic Records (UMG)            | DE24 (3 Wo.)DE | AT52 (1 Wo.)AT | CH6 (4 Wo.)CH | — | US196 (1 Wo.)US | Erstveröffentlichung: 21. Januar 2022                         |
| 2023 | Orpheus Descending Republic Records (UMG)                  | DE79 (2 Wo.)DE | — | CH93 (1 Wo.)CH | — | — | Erstveröffentlichung: 16. Juni 2023                           |

grau schraffiert: keine Chartdaten aus diesem Jahr verfügbar

### Livealben
- 2009: Life, Death, Live and Freedom
- 2014: Performes Trouble No More Live at Town Hall
- 2018: Plain Spoken – From the Chicago Theatre

### Kompilationen
| Jahr | Titel Musiklabel                                              | Höchstplatzierung, Gesamtwochen, AuszeichnungChartplatzierungen (Jahr, Titel, Musiklabel, Platzierungen, Wochen, Auszeichnungen, Anmerkungen) | Höchstplatzierung, Gesamtwochen, AuszeichnungChartplatzierungen (Jahr, Titel, Musiklabel, Platzierungen, Wochen, Auszeichnungen, Anmerkungen) | Höchstplatzierung, Gesamtwochen, AuszeichnungChartplatzierungen (Jahr, Titel, Musiklabel, Platzierungen, Wochen, Auszeichnungen, Anmerkungen) | Höchstplatzierung, Gesamtwochen, AuszeichnungChartplatzierungen (Jahr, Titel, Musiklabel, Platzierungen, Wochen, Auszeichnungen, Anmerkungen) | Höchstplatzierung, Gesamtwochen, AuszeichnungChartplatzierungen (Jahr, Titel, Musiklabel, Platzierungen, Wochen, Auszeichnungen, Anmerkungen) | Anmerkungen                             |
| Jahr | Titel Musiklabel                                              | DE | AT | CH | UK | US | Anmerkungen                             |
| ---- | ------------------------------------------------------------- | --- | --- | --- | --- | --- | --------------------------------------- |
| 1997 | The Best That I Could Do 1978–1988 Mercury Records (Polygram) | — | — | — | UK25 Silber · (4 Wo.)UK | US33 ×3Dreifachplatin · (66 Wo.)US | Erstveröffentlichung: 18. November 1997 |
| 2004 | Words & Music: Greatest Hits Island Def Jam Music Group (UMG) | — | — | — | — | US13 Platin · (18 Wo.)US | Erstveröffentlichung: 19. Oktober 2004  |

Weitere Kompilationen
- 1976: Chestnut Street Incident
- 1978: A Biography
- 1983: The Kid Inside
- 1986: The Collection (UK: Silber)
- 2007: 20th Century Masters: The Best of
- 2010: On the Rural Route 7609 (4-CD-Box)
- 2013: Ghost Brothers of Darkland County (Musical-Album)

### Singles
| Jahr | Titel Album                                                       | Höchstplatzierung, Gesamtwochen, AuszeichnungChartplatzierungen (Jahr, Titel, Album, Platzierungen, Wochen, Auszeichnungen, Anmerkungen) | Höchstplatzierung, Gesamtwochen, AuszeichnungChartplatzierungen (Jahr, Titel, Album, Platzierungen, Wochen, Auszeichnungen, Anmerkungen) | Höchstplatzierung, Gesamtwochen, AuszeichnungChartplatzierungen (Jahr, Titel, Album, Platzierungen, Wochen, Auszeichnungen, Anmerkungen) | Höchstplatzierung, Gesamtwochen, AuszeichnungChartplatzierungen (Jahr, Titel, Album, Platzierungen, Wochen, Auszeichnungen, Anmerkungen) | Höchstplatzierung, Gesamtwochen, AuszeichnungChartplatzierungen (Jahr, Titel, Album, Platzierungen, Wochen, Auszeichnungen, Anmerkungen) | Anmerkungen                                              |
| Jahr | Titel Album                                                       | DE | AT | CH | UK | US | Anmerkungen                                              |
| ---- | ----------------------------------------------------------------- | --- | --- | --- | --- | --- | -------------------------------------------------------- |
| 1979 | I Need a Lover John Cougar                                        | — | — | — | — | US28 (14 Wo.)US | Erstveröffentlichung: September 1979                     |
| 1980 | Small Paradise John Cougar                                        | — | — | — | — | US87 (3 Wo.)US | Erstveröffentlichung: Januar 1980                        |
| 1980 | This Time Nothin’ Matters and What If It Did                      | — | — | — | — | US27 (17 Wo.)US | Erstveröffentlichung: September 1980                     |
| 1981 | Ain’t Even Done With the Night Nothin’ Matters and What If It Did | — | — | — | — | US17 (21 Wo.)US | Erstveröffentlichung: Januar 1981                        |
| 1982 | Hurts So Good American Fool                                       | — | — | — | UK— SilberUK | US2 Gold · (28 Wo.)US | Erstveröffentlichung: 22. Februar 1982                   |
| 1982 | Jack & Diane American Fool                                        | — | — | — | UK25 (8 Wo.)UK | US1 Gold · (22 Wo.)US | Erstveröffentlichung: 9. August 1982                     |
| 1982 | Hand to Hold On To American Fool                                  | — | — | — | UK89 (2 Wo.)UK | US19 (18 Wo.)US | Erstveröffentlichung: Oktober 1982                       |
| 1983 | Crumblin’ Down Uh-Huh                                             | — | — | — | — | US9 (16 Wo.)US | Erstveröffentlichung: September 1983                     |
| 1983 | Pink Houses Uh-Huh                                                | — | — | — | — | US8 (16 Wo.)US | Erstveröffentlichung: November 1983                      |
| 1984 | Authority Song Uh-Huh                                             | — | — | — | — | US15 (15 Wo.)US | Erstveröffentlichung: Februar 1984                       |
| 1985 | Lonely Ol’ Night Scarecrow                                        | — | — | — | — | US6 (20 Wo.)US | Erstveröffentlichung: August 1985                        |
| 1985 | Small Town Scarecrow                                              | — | — | — | UK53 (6 Wo.)UK | US6 (18 Wo.)US | Erstveröffentlichung: Mai 1984                           |
| 1986 | R.O.C.K. in the U.S.A. Scarecrow                                  | — | — | — | UK67 (6 Wo.)UK | US2 (17 Wo.)US | Erstveröffentlichung: Januar 1986                        |
| 1986 | Rain on the Scarecrow Scarecrow                                   | — | — | — | — | US21 (12 Wo.)US | Erstveröffentlichung: April 1986                         |
| 1986 | Rumbleseat Scarecrow                                              | — | — | — | — | US28 (13 Wo.)US | Erstveröffentlichung: Juni 1986                          |
| 1987 | Paper in Fire The Lonesome Jubilee                                | — | — | — | UK86 (4 Wo.)UK | US9 (16 Wo.)US | Erstveröffentlichung: August 1987                        |
| 1987 | Cherry Bomb The Lonesome Jubilee                                  | — | — | — | — | US8 (21 Wo.)US | Erstveröffentlichung: Oktober 1987                       |
| 1988 | Check It Out The Lonesome Jubilee                                 | — | — | — | UK96 (1 Wo.)UK | US14 (15 Wo.)US | Erstveröffentlichung: Januar 1988                        |
| 1988 | Rooty Toot Toot The Lonesome Jubilee                              | — | — | — | — | US61 (8 Wo.)US | Erstveröffentlichung: Mai 1988                           |
| 1989 | Pop Singer Big Daddy                                              | DE87 (4 Wo.)DE | — | — | UK93 (2 Wo.)UK | US15 (12 Wo.)US | Erstveröffentlichung: April 1989                         |
| 1989 | Jackie Brown Big Daddy                                            | — | — | — | — | US48 (8 Wo.)US | Erstveröffentlichung: Juli 1989                          |
| 1991 | Get a Leg Up Whenever We Wanted                                   | — | — | — | — | US14 (15 Wo.)US | Erstveröffentlichung: September 1991                     |
| 1991 | Again Tonight Whenever We Wanted                                  | — | — | — | — | US36 (13 Wo.)US | Erstveröffentlichung: Dezember 1991                      |
| 1993 | Human Wheels                                                      | — | — | — | — | US48 (14 Wo.)US | Erstveröffentlichung: September 1993                     |
| 1994 | Wild Night Dance Naked                                            | DE55 (11 Wo.)DE | — | — | UK34 (3 Wo.)UK | US3 (42 Wo.)US | Erstveröffentlichung: Mai 1994 feat. Meshell Ndegeocello |
| 1994 | Dance Naked                                                       | — | — | — | — | US41 (17 Wo.)US | Erstveröffentlichung: Oktober 1994                       |
| 1996 | Key West Intermezzo (I Saw You First) Mr. Happy Go Lucky          | — | — | — | UK83 (1 Wo.)UK | US14 (24 Wo.)US | Erstveröffentlichung: August 1996                        |
| 1996 | Just Another Day Mr. Happy Go Lucky                               | — | — | — | — | US46 (20 Wo.)US | Erstveröffentlichung: November 1996                      |
| 1999 | Your Life Is Now John Mellencamp                                  | DE92 (4 Wo.)DE | — | — | — | — | Erstveröffentlichung: Februar 1999                       |
| 1999 | I’m Not Running Anymore John Mellencamp                           | DE100 (1 Wo.)DE | — | — | — | — | Erstveröffentlichung: September 1999                     |
| 2006 | Our Country Freedom’s Road                                        | — | — | — | — | US88 (1 Wo.)US | Erstveröffentlichung: November 2006                      |

### Videoalben
| Jahr | Titel                         | Höchstplatzierung, Gesamtwochen, AuszeichnungChartplatzierungen (Jahr, Titel, Platzierungen, Wochen, Auszeichnungen, Anmerkungen) | Höchstplatzierung, Gesamtwochen, AuszeichnungChartplatzierungen (Jahr, Titel, Platzierungen, Wochen, Auszeichnungen, Anmerkungen) | Höchstplatzierung, Gesamtwochen, AuszeichnungChartplatzierungen (Jahr, Titel, Platzierungen, Wochen, Auszeichnungen, Anmerkungen) | Höchstplatzierung, Gesamtwochen, AuszeichnungChartplatzierungen (Jahr, Titel, Platzierungen, Wochen, Auszeichnungen, Anmerkungen) | Höchstplatzierung, Gesamtwochen, AuszeichnungChartplatzierungen (Jahr, Titel, Platzierungen, Wochen, Auszeichnungen, Anmerkungen) | Anmerkungen                        |
| Jahr | Titel                         | DE | AT | CH | UK | US | Anmerkungen                        |
| ---- | ----------------------------- | --- | --- | --- | --- | --- | ---------------------------------- |
| 2018 | Live from the Chicago Theater | — | — | — | UK19 (3 Wo.)UK | — | Erstveröffentlichung: 11. Mai 2018 |

## Auszeichnungen für Musikverkäufe
| Goldene Schallplatte - Australien - 1996: für das Album Mr. Happy Go Lucky - Kanada - 1981: für das Album Nothin’ Matters and What If It Did - 1986: für die Single R.O.C.K. in the U.S.A. - 1988: für die Single Cherry Bomb - 1988: für die Single Check It Out - Neuseeland - 1989: für das Album Big Daddy - Schweden - 1992: für das Album Big Daddy - 1992: für das Album The Lonesome Jubilee Platin-Schallplatte - Australien - 1989: für das Album Big Daddy - 1992: für das Album Whenever We Wanted - Kanada - 1982: für die Single Jack & Diane - 1982: für die Single Hurts So Good - 1992: für das Album Whenever We Wanted - 1993: für das Album Human Wheels - 1994: für das Album Dance Naked - 1998: für das Album Mr. Happy Go Lucky - 1998: für das Album The Best That I Could Do 1978–1988 - Neuseeland - 1986: für das Album Scarecrow - 1998: für das Album The Best That I Could Do 1978–1988 - 2023: für das Album American Fool | 2× Platin-Schallplatte - Australien - 1998: für das Album The Best That I Could Do 1978–1988 - Kanada - 1989: für das Album Big Daddy - Neuseeland - 2022: für die Single Hurts So Good 3× Platin-Schallplatte - Neuseeland - 2023: für die Single Jack & Diane 4× Platin-Schallplatte - Australien - 1992: für das Album Scarecrow - Neuseeland - 1989: für das Album The Lonesome Jubilee 5× Platin-Schallplatte - Kanada - 1988: für das Album American Fool - 1992: für das Album Uh-Huh - 1992: für das Album Scarecrow 6× Platin-Schallplatte - Kanada - 1988: für das Album The Lonesome Jubilee |

Anmerkung: Auszeichnungen in Ländern aus den Charttabellen bzw. Chartboxen sind in ebendiesen zu finden.
| Land/RegionAuszeichnungen für Musikverkäufe (Land/Region, Auszeichnungen, Verkäufe, Quellen) | Silber     | Gold       | Platin       | Verkäufe   | Quellen                                                                     |
| -------------------------------------------------------------------------------------------- | ---------- | ---------- | ------------ | ---------- | --------------------------------------------------------------------------- |
| Australien (ARIA)                                                                            | —          | Gold1      | 8× Platin8   | 595.000    | aria.com.au                                                                 |
| Kanada (MC)                                                                                  | —          | 4× Gold4   | 30× Platin30 | 3.200.000  | musiccanada.com                                                             |
| Neuseeland (RMNZ)                                                                            | —          | Gold1      | 12× Platin12 | 290.000    | radioscope.co.nz NZ2                                                        |
| Schweden (IFPI)                                                                              | —          | 2× Gold2   | —            | 100.000    | sverigetopplistan.se ifpi.se (Memento vom 21. Mai 2012 im Internet Archive) |
| Vereinigte Staaten (RIAA)                                                                    | —          | 5× Gold5   | 26× Platin26 | 29.500.000 | riaa.com                                                                    |
| Vereinigtes Königreich (BPI)                                                                 | 3× Silber3 | —          | —            | 320.000    | bpi.co.uk                                                                   |
| Insgesamt                                                                                    | 3× Silber3 | 13× Gold13 | 76× Platin76 |            |                                                                             |